# NGC 7405
NGC 7405 est une entrée du New General Catalogue qui concerne un corps céleste perdu ou inexistant dans la constellation de Pégase. Cet objet a été enregistré par l'astronome allemand Albert Marth le 5 septembre 1864.
Selon Harold Glenn Corwin, la position indiquée par Marth a été copiée fidèlement dans le catalogue NGC, mais il n'y a aucune galaxie à proximité qu'il aurait pu voir. Le réputé astronome amateur américain Steve Gottlieb est du même avis, il n'y a pas de nébulosité à l'endroit indiqué par Marth, seulement un groupe de trois étoiles de 9e magnitude.

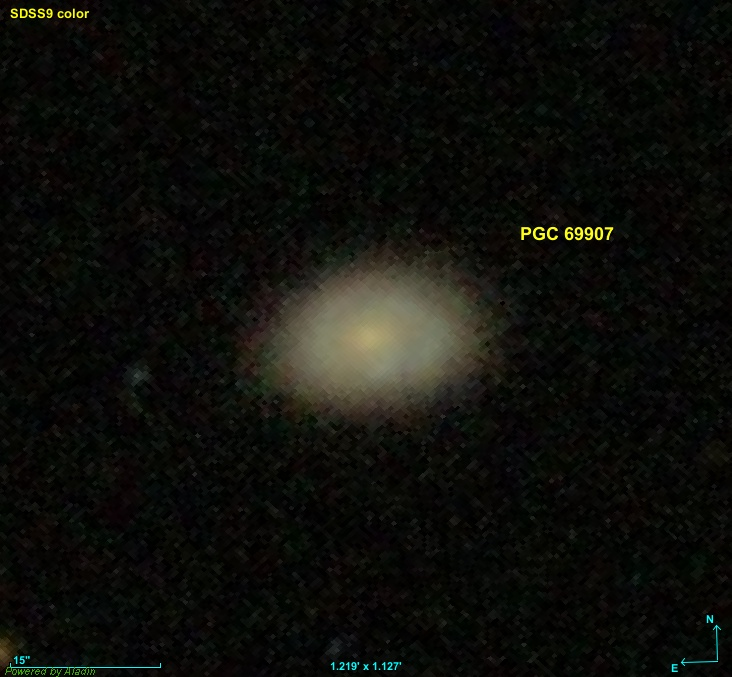
NGC 7405 est peut-être la galaxie PGC 69907.

Malgré cela, les bases de données NASA/IPAC, Simbad et HyperLeda considèrent qu'il s'agit de la galaxie PGC 69907.